# Bisonocerida
Bisonocerida — вимерлий ряд головоногих молюсків підкласу наутилоїдей (Nautiloidea), що існував в ордовицькому та силурійському періодах.

## Класифікація
Представники цього ряду спочатку були розміщені в ряді Endocerida, але пізніше дослідження показало, що Endocerida є поліфілетичною групою, що охоплює дві різні групи незалежного походження. Bisonocerida була відокремлена від Endocerida у 2012 році. Ряд об'єднали з великим підкласом Multiceratoidea. Проте філогенетичний аналіз 2022 року показав, що Bisonocerida тісно пов'язана з Endocerida. Відповідно до цієї гіпотези, два ряди були сестринськими таксонами в межах підкласу Endoceratoidea.

## Опис
Bisonocerida багато в чому схожі з ендоцеридами. Сифункул був широким і розташовувався вентрально в раковині, форма якої варіювалася від поширеніших циртоконічних бревіконів (вигнутих і коротких) до рідкісних ортоконічних довжин (прямих і довгих). Внутрішня поверхня сифункула містить ендозифункулярні відкладення, які допомагають розрізнити два порядки. І в бізоноцеридах, і в ендоцеридах ендосифункулярні відкладення мають конічну форму («ендоконуси»), бетонуються від краю сифункула та звужуються до вершини раковини. Обидва ряди мають прості перфоровані ендокони з отвором на кінчику кожного конуса. Структури, схожі на прості ендокони, очевидно, також присутні в деяких представників ранніх головоногих рядів Yanhecerida та Ellesmerocerida.